# Missionary Man (chanson)
Pour l’article homonyme, voir Missionary Man.
Singles de Eurythmics
The Miracle of Love
(1986) Beethoven (I Love to Listen To)
(1987)
Missionary Man est une chanson du groupe britannique Eurythmics, écrite et composée par Annie Lennox et Dave Stewart, sortie en single en juillet 1986 aux États-Unis, au Canada et en Australie, et en février 1987 en Europe. Elle est extraite de l'album Revenge.

## Distinction
La chanson remporte le Grammy Award de la meilleure prestation vocale rock par un groupe ou un duo en 1987.

## Clip
Réalisé par Willy Smax, il utilise la technique de l'animation en volume (stop motion) de façon similaire à la vidéo de la chanson Sledgehammer de Peter Gabriel.
Il reçoit une nomination pour le MTV Video Music Award de la meilleure vidéo d'un groupe en 1987.

## Musiciens
- Annie Lennox: chant
- Dave Stewart: guitare
- Patrick Seymour (en): claviers
- Jannick Top: basse
- Clem Burke: batterie
- Joniece Jamison: chœurs
- Jimmy Zavala (en): harmonica

## Classements hebdomadaires
| Classement (1986-1987)                    | Meilleure place |
| ----------------------------------------- | --------------- |
| Australie (Kent Music Report)             | 9               |
| Belgique (Flandre Ultratop 50 Singles)    | 34              |
| Canada (RPM 100 Singles)                  | 13              |
| États-Unis (Billboard Hot 100)            | 14              |
| États-Unis (Mainstream Rock Tracks chart) | 1               |
| Irlande (IRMA)                            | 13              |
| Nouvelle-Zélande (RMNZ)                   | 12              |
| Pays-Bas (Single Top 100)                 | 77              |
| Royaume-Uni (UK Singles Chart)            | 31              |